# 브로들랜드

브로들랜드의 위치

브로들랜드(영어: Broadland)는 잉글랜드 노퍽주에 위치한 비도시 자치구로 중심 도시는 소프세인트앤드루스이며 인구는 125,961명(2014년 기준), 면적은 552.4km2이다.